# NGC 1493
NGC 1493 (PGC 14163) – galaktyka spiralna z poprzeczką (SBc), znajdująca się w gwiazdozbiorze Zegara. Odkrył ją James Dunlop 2 września 1826 roku.

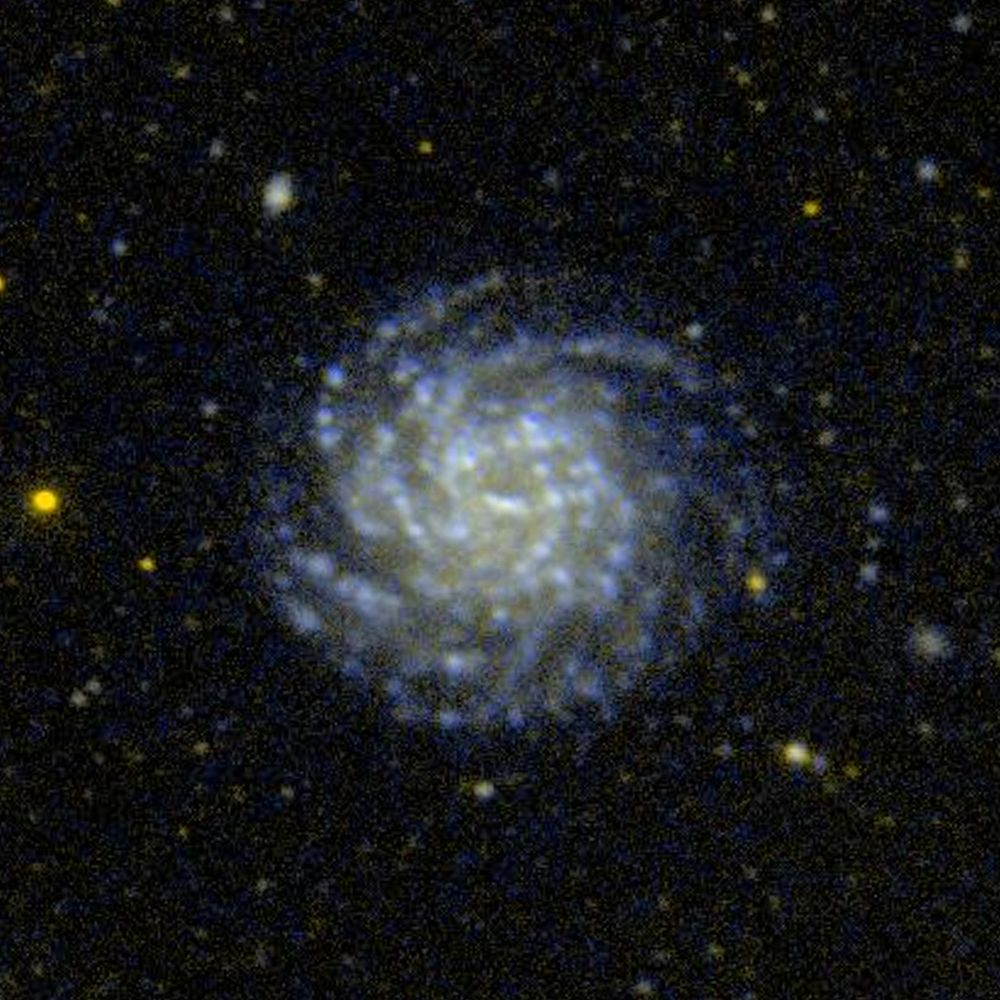
Zdjęcie w ultrafiolecie z satelity GALEX